# Johannes Baptista von Albertini
Johannes Baptista von Albertini (Neuwied, 17 de fevereiro de 1769 — Berthelsdorf, 6 de dezembro de 1831) foi um botânico e eclesiástico alemão.

## Biografia
Membro da ordem dos Irmãos Moraves, fez seus estudos em Niesky, e em Barby onde encontrou Friedrich Schleiermacher (1768-1834). Quando Schleiermacher deixou a igreja, Albertini permaneceu e assumiu suas funções pedagogicas. Foi bispo de 1814 até 1831 antes de dirigir o movimento de 1824 a 1831.
Foi o autor de Conspectus fungorum in Lusatiæ superioris agro Niskiensi crescentium ( Leipzig, 1805), além de duas compilações sobre sermões ( 1805 e 1832).